# Demokratyczny Związek Narodu Fińskiego
Demokratyczny Związek Narodu Fińskiego (fiń. Suomen Kansan Demokraattiinen Litto) – organizacja społeczno-polityczna istniejąca w latach 1944–1990 w Finlandii założona z inicjatywy Komunistycznej Partii Finlandii. Grupowała organizacje lewicowe i prosowieckie, występowała jako blok wyborczy i frakcja parlamentarna; najsilniejsza była w latach 1958–1962, gdy zdobyła 25% mandatów. 1944–1948 i 1966–1983 uczestniczyła w koalicji rządowej (1946–1948 premier Mauno Pekkala). Po 1975 nastąpił spadek wpływów i spory wewnętrzne, a w 1986 rozłam na dwie struktury, rozwiązane w 1990 – w ich miejsce powstał Związek Lewicy.